# Al-Mutawàkkil ibn al-Aftas
Al-Mutawàkkil ala-L·lah Úmar ibn Muhàmmad ibn al-Aftas (àrab: المتوكل على الله عمر بن محمَّد بن الأفطس, al-Mutawakkil ʿalà Allāh ʿUmar b. Muḥammad b. al-Afṭas), més conegut pel seu làqab i el seu darrer nàssab com a al-Muttawàkkil ibn al-Aftas (v. 1045-1094), fou sobirà d'una part de l'emirat de Batalyaws (Badajoz) (1067-1072), més tard de la totalitat (1072-1094) i breument del de Tulàytula (Toledo) (1080-1081).
Fill de Muhàmmad al-Mudhàffar, els cronistes el descriuen com un home cultivat i amant de la poesia. Va fer construir grans jardins en les seves residències.

## Sobirà de Badajoz
Va ser encarregat per son pare del govern de la zona sud de l'emirat, des d'Évora, i en aquestes funcions estava quan aquest va morir, en 1067. Yahya, germà d'Úmar, havia estat designat com a hereu per son pare i el va succeir. Úmar però, no va acceptar la situació i atacà son germà des de la seva base d'Évora. La guerra va ser molt cruel, equilibrada i fatal per a l'emirat. Davant la falta d'un guanyador clar i el perill imminent que significava el regne de Lleó, cada vegada més fort, els dos germans acordaren repartir-se la taifa amb una teòrica supremacia de Yahya (que continuaria a Badajoz), respecte d'Úmar (que ho faria a Évora).
Cap a 1072, a la mort de Yahya, entrà Úmar a Badajoz com a únic sobirà de l'emirat amb el títol d'al-Mutawàkkil ala-L·lah («qui només confia en Déu»). Va deixar a Èvora com a governador el seu fill Abbàs ibn Úmar.
En 1079 Alfons VI de Lleó, li pren la ciutat de Còria.

## Sobirà de Toledo
En 1080, els toledans, descontents amb llur sobirà, al-Qàdir, criden al-Mutawàkkil que entra a Toledo mentre l'anterior sobirà fuig a Conca. Al-Qàdir, llavors, va buscar l'ajuda d'Alfons VI de Lleó, i ambdós sobirans marxaren cap a Toledo. Al-Mutawàkkil abandonà la ciutat en abril de 1081, tornant a la seva base de Badajoz.

## Arribada delsalmoràvits
De tots aquests conflictes, qui va treure partit va ser Alfons, que obligaria al-Muttawàkkil a pagar paries. Davant del perill cristià, al-Mutawàkkil va demanar l'ajuda dels almoràvits mitjançant ambaixades a llur sobirà Yússuf ibn Taixfín. Una vegada a la Península, els almoràvits, amb al-Mutawàkkil i altres reietons aliats, van derrotar Alfons VI en la batalla de Sagrajas, prop de Badajoz, el 23 d'octubre de 1086.
Al-Mutawàkkil, des de llavors, intentà guanyar el favor de Yússuf, cooperant amb ell en algunes empreses, però al mateix temps, davant el temor de perdre el seu regne, pactava també amb el rei lleonès, que l'ajudaria contra els almoràvits a canvi de les places de Lisboa, Cintra i Santarem, ciutats en les quals Alfons entrà en maig de 1093. Això va enfurismar els seus súbdits, que van avisar els almoràvits, els quals el van atacar en la primera meitat de l'any 1094. Al-Muttawàkkil va resistir fins a finals de 1095 o 1096, en què va ser capturat i més tard assassinat juntament alguns dels seus fills.
Un altre dels seus fills, conegut com al-Mansur III va resistir en Montánchez fins que es passà al regne de Lleó i es va fer cristià.